# Kim Jae-bum
Kim Jae-bum (koreanisch 김재범; * 25. Januar 1985 in Gimcheon, Gyeongsangbuk-do) ist ein ehemaliger südkoreanischer Judoka.

## Sportliche Karriere
Beim Olympischen Judoturnier 2008 in Peking unterlag Kim im Finale im Halbmittelgewicht (Klasse bis 81 kg) dem deutschen Judoka Ole Bischof durch eine Fußtechnik (Kleine Innensichel). Während der folgenden Olympiade entwickelte sich Kim zum dominierenden Judoka seiner Gewichtsklasse: Bei den Weltmeisterschaften 2009 in Rotterdam erreichte er die Bronzemedaille. 2010 in Tokio und 2011 in Paris gewann er jeweils den Weltmeistertitel. Beim Olympischen Judoturnier 2012 in London kam es zur Neuauflage des Finales von Peking, wobei diesmal Kim die Oberhand behielt.
Am 1. Mai 2016 gab er sein Karriereende bekannt.